# Nacna prasinaria
Nacna prasinaria är en fjärilsart som beskrevs av Walker 1865. Nacna prasinaria ingår i släktet Nacna och familjen nattflyn. Inga underarter finns listade i Catalogue of Life.